# Grande Armée
A Grande Armée I. Napóleon francia császár nagy, soknemzetiségű hadserege, amely kb. 600 000 főt számlált. 1805-ben a vette fel a francia hadsereg a Grande Armée címet, s egészen 1815-ig, a császár bukásáig állt fenn. Az 1812-i oroszországi hadjáratban a borogyinói csatában még nagy veszteségekkel ugyan, de győzelmet aratott, viszont Moszkva bevétele és a fokozatos visszavonulás során meggyengült, felbomlott. A 600 000 fős seregből Oroszországból alig 20 000-en tértek haza.

## Grande Armée nemzetiségi megoszlása
- francia, belga, holland: 300 000
- lengyel: 95 000
- osztrák: 35 000
- olasz: 25 000
- bajor: 24 000
- szász: 20 000
- porosz: 20 000
- vesztfáliai: 17 000
- svájci: 15 000
- horvát: 3 500

## Gyalogság
A gyalogság a voltigeur könnyű gyalogságból, az első vonalt alkotó fusilier lövészekből, a Chasseur vadász hadosztályokból, és a gránátosokból állt.

## Lovasság
Habár a korabeli Európát a könnyűlovas harcmodor jellemezte, ennek ellenére Napóleon sok csatáját a nehézlovasság döntötte el, amelyet Joachim Murat és Michel Ney marsallok irányítottak. A nehézlovasságon belül a gránátosok lovassági megfelelői, a karabélyosok és a csatákban hatalmas erőt képviselő vértesek alkották. A könnyűlovasságban olyan elit csapatok szerepeltek, mint a dzsidával felszerelt lengyel ulánusok és a hagyományos huszárság.

## Tüzérség
Napóleon seregében kiemelt szerephez jutott a tüzérség, hiszen ő maga is tüzértisztként kezdte katonai pályafutását. A napóleoni háborúk során a franciák és szövetségeseik kb. 75 000 ágyút állítottak elő. A lovasság könnyű ágyúkkal volt ellátva, amelyek követni tudták a lovasság gyors hadmozdulatait. A gyalogságot nagy lőtávolságú és tűzerejű ágyúk támogatták.